# Верняєв Анатолій Якович
Анатолій Якович Верняєв (рос. Анатолий Яковлевич Верняев; 5 травня 1920, Ушаково — 23 червня 1997) — радянський військовий льотчик, Герой Радянського Союзу.

## Біографія
Народився 5 травня 1920року в селі Ушаковому (тепер Вашкінського району Вологодської області) в сім'ї службовця. Росіянин. У 1939 році закінчив педагогічне училище, працював учителем.
У тому ж 1939 році призваний до лав Червоної армії. У 1940 році закінчив Челябінське військово-авіаційне училище штурманів. У боях німецько-радянської війни з 1941 року. Брав участь у нальотах на такі важливі стратегічні пункти противника, як Кенігсберг, Данциг, Берлін, Будапешт, Сату-Маре, Зволен і ряд інших. Член ВКП(б) з 1942 року.
До березня 1944 року штурман загону 4-го гвардійського авіаційного полку 9-ї гвардійської авіаційної дивізії 6-го авіаційного корпусу авіації далекої дії гвардії старший лейтенант А. Я. Верняєв виконав 264 бойових вильотів на бомбардування військово-промислових об'єктів у глибокому тилу противника скупчень його військ.
Указом Президії Верховної Ради СРСР від 13 березня 1944 року за зразкове виконання бойових завдань командування по знищенню живої сили і техніки противника і проявлені при цьому мужність і героїзм гвардії старшому лейтенантові Верняєву Анатолію Яковичу присвоєне звання Героя Радянського Союзу з врученням ордена Леніна і медалі «Золота Зірка» (№ 3 373).
Після закінчення війни продовжував службу у Військово-повітряних силах СРСР. У 1955 році закінчив Вищу офіцерську льотно-тактичну школу командирів частин далекої авіації. З 1960 року підполковник А. Я. Верняєв — в запасі. Жив у Києві. Працював старшим диспетчером аеропорту. Помер 23 червня 1997 року. Похований в Києві на Лісовому кладовищі.

## Нагороди
Нагороджений орденом Леніна, трьома орденами Червоного Прапора, двома орденами Вітчизняної війни 1-го ступеня, орденом Червоної Зірки, медалями.